# Roscoff
Roscoff (en bretó Rosko) és un municipi francès, situat a la regió de Bretanya, al departament de Finisterre. L'any 2006 tenia 3.705 habitants. El 4 de novembre de 2008 el consell municipal va aprovar la carta Ya d'ar brezhoneg. A l'inici del curs 2007 el 19,1% dels alumnes del municipi eren matriculats a la primària bilingüe. Té davant l'Illa de Batz.

## Demografia
| 1962                                       | 1968  | 1975  | 1982  | 1990  | 1999  |
| ------------------------------------------ | ----- | ----- | ----- | ----- | ----- |
| 3.528                                      | 3.339 | 3.404 | 3.581 | 3.711 | 3.550 |
| Des de 1962: població sense dobles comptes |       |       |       |       |       |

## Administració
| Període | Identitat    | Partit |
| ------- | ------------ | ------ |
| 2001-   | Joseph Seité |        |